# Erica Braun
Erika Helena Braun, född 18 augusti 1980 i Helgona församling i Södermanlands län, är en svensk skådespelare. Hon är utbildad vid Calle Flygare Teaterskola 2001–2003.
Hon är äldre syster till sångerskan Renaida Braun.

## Filmografi
- 2005 – Stockholm Boogie
- 2006 – Heartbreak Hotel
- 2007 – Playa del Sol (TV-serie)
- 2008 – Hjärtrud – kvinnan i ditt liv
- 2009 – Småstadsliv 2
- 2020 – Sommaren med Släkten (TV-serie)
- 2020 – Limboland (TV-serie)
- 2022 – Beck – Dödsfällan